# 영일만

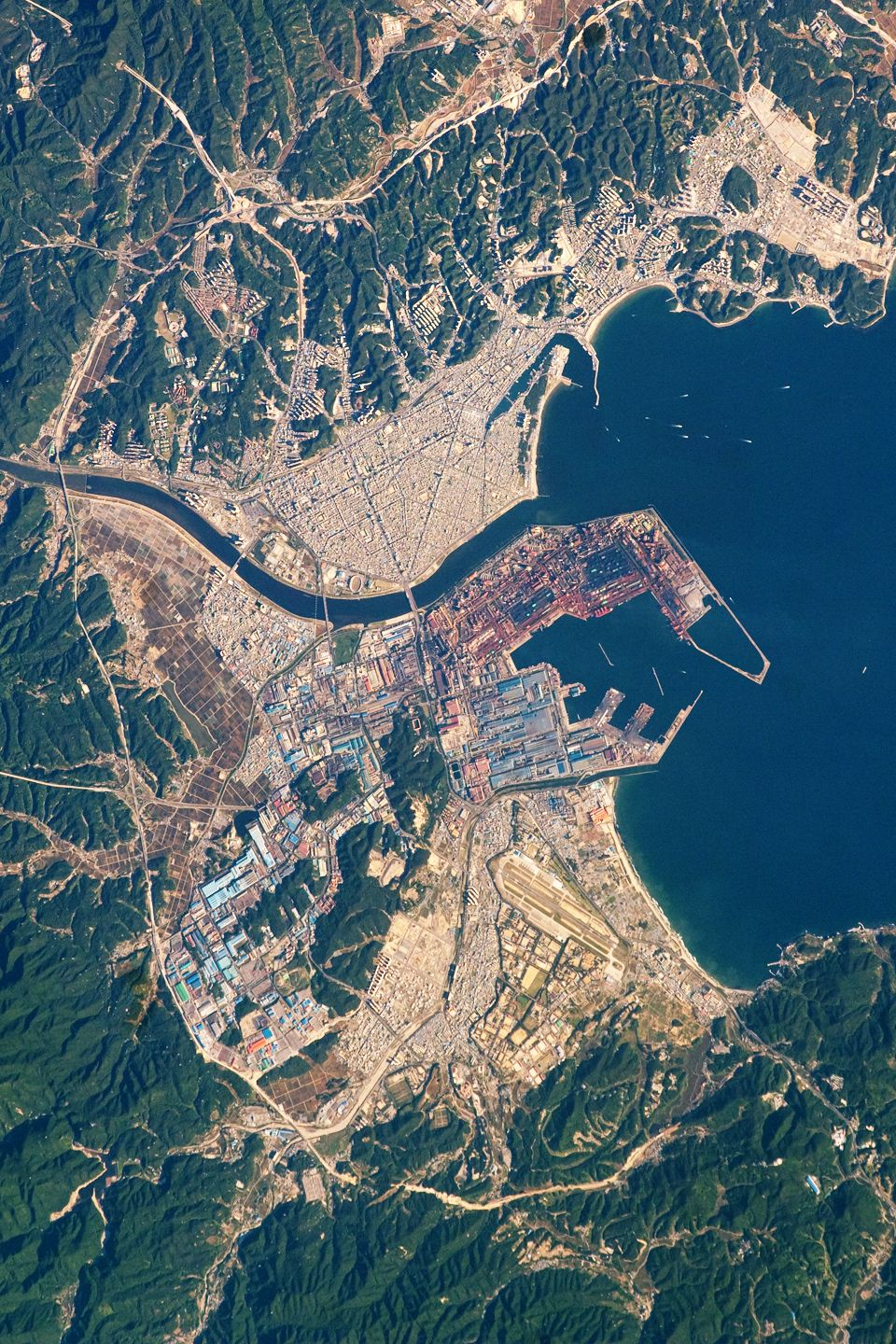
영일만(포항시)

영일만(迎日灣)은 대한민국 경상북도 동해안에 있는 만이다. 동해안은 대체로 융기해안이기 때문에 단조로우나, 이 영일만의 함몰로 말미암아 동단에 호미곶이 생기고 동시에 영일만이 만입하여 이 단조로움을 깨뜨리고 있다. 영일만에서 남쪽 울산만까지 하나의 지구대가 되는데, 이 지구대에는 경주평야가 전개되어 농산물이 풍부하다. 만 부근에는 해안단구가 발달되어 있다.

## 개요
수면적 약 120 km2인 영일만은 달만갑과 장기곶을 연결하는 선의 안쪽을 말하며, 만 입구 폭은 남남동-북북서 방향으로 약 10 km이고, 육지쪽 북동-남서 방향으로 약 12 km가 만입된 형태를 가진다. 수심은 1.2~16.6 m 범위로 송도 북부 해빈과 형산강 하구수심이 가장 낮고 만내에서 만구로 갈수록 수심이 깊어져서 25~30 m를 나타낸다. 등수심선은 해안선에 거의 평행하게 나타나며, 포항신항 일대의 해저가 비교적 평탄한 반면에 만의 동쪽인 구룡반도 전면에서는 해저경사가 비교적 급하여 해안선으로부터 수평 약 500 m 지점은 수심이 20 m를 나타낸다.
한국 동해연안에서 유일한 만인 영일만은 근래 대규모 해안매립으로 남동쪽의 내만에는 포스코가 항만을 증축하고 있으며, 북쪽에는 동해안의 물류기지로 대규모의 포항신항만이 건설되고 있다. 이와 같이 영일만은 해안지형이 인위적으로 급격한 변화를 겪고 있으며, 도시화 공업화와 맞물려 해양환경 및 생태계에 심각한 변화를 초래하고 있다.
영일만은 동해의 북한한류와 대마난류의 영향을 동시에 받는 해역으로 영일만 내로 유입하는 해류는 지형을 거슬러 올라가는 주 해류의 일부가 유입된 것이다.

## 같이 보기
- 영일군
- 포항시
- 동해 심해 가스전 개발 사업